# Slate
Slate is een Amerikaans Engelstalig online tijdschrift. Sinds 2009 wordt ook een Franse editie uitgegeven.
Slate werd in 1996 opgericht door de journalist Michael Kinsley van New Republic. Aanvankelijk was Microsoft eigenaar van het tijdschrift. Op 21 december 2004 nam The Washington Post Company het online tijdschrift over. Sinds juni 2008 wordt Slate beheerd door The Slate Group, onderdeel van de Graham Holdings Company.
Slate is sinds 1999 gratis en wordt gefinancierd uit advertenties. Inhoudelijk verschijnen er dagelijks onderwerpen over onder meer politiek, cultuur, sport en nieuws. Het blad neemt vaak tegendraadse posities in en heeft de naam links-progressief te zijn.